# シャントセ＝シュル＝ロワール
シャントセ＝シュル＝ロワール （Champtocé-sur-Loire）は、フランス、ペイ・ド・ラ・ロワール地域圏、メーヌ＝エ＝ロワール県のコミューン。

## 地理

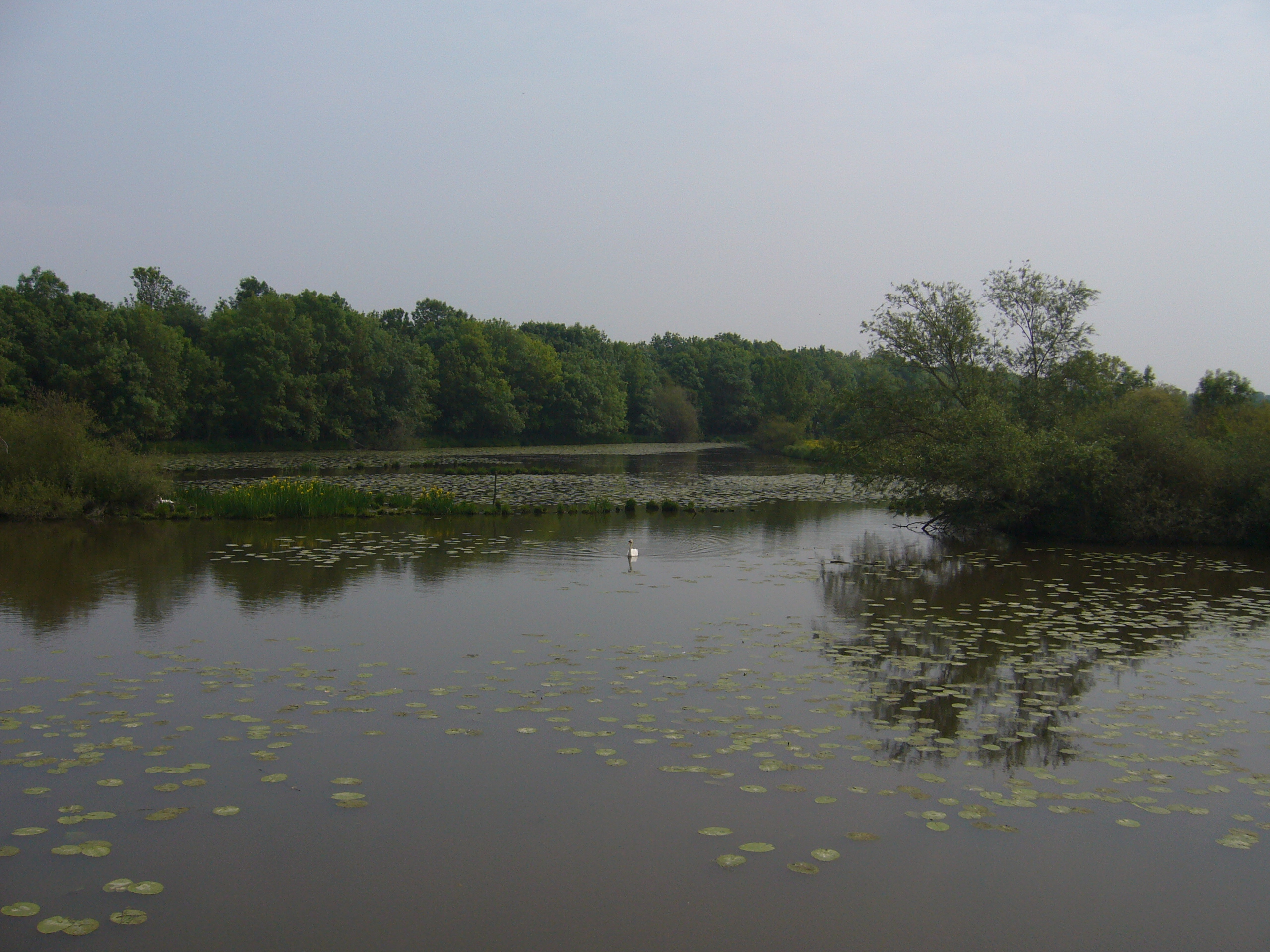
シャントセの三日月湖

ロワール川右岸にあるアンジュー地方のコミューンである。県道219号線沿い、サン＝ジョルジュ＝シュル＝ロワールの西に位置する。
かつてのロワール川の名残であるシャントセの三日月湖は、オクサンヌ・ロム川から水を供給され、アングランドにて再びオクサンヌ・ロム川と合流する。かつては航行が可能で、丸太を浮かべ運搬も可能だった。

## 由来
シャントセとはケルト語で「光り輝く」を意味するcanthosに由来する。現在のつづりは15世紀からのものである。

## 歴史
巨石記念物の存在が、新石器時代からの人の定住を証明している。カロリング朝時代のサルコファガスが発見され、9世紀のシャントセには城があったことが証明された。教会の最も古い痕跡は11世紀のものである。
第一次世界大戦で、55人のシャントセ住民が死亡した。第二次世界大戦中には10人が殺害された。

## 人口統計
| 1962年 | 1968年 | 1975年 | 1982年 | 1990年 | 1999年 | 2006年 | 2011年 |
| ------ | ------ | ------ | ------ | ------ | ------ | ------ | ------ |
| 1398   | 1384   | 1320   | 1233   | 1335   | 1533   | 1701   | 1822   |

参照元:1999年までEHESS、2004年以降INSEE

## 史跡

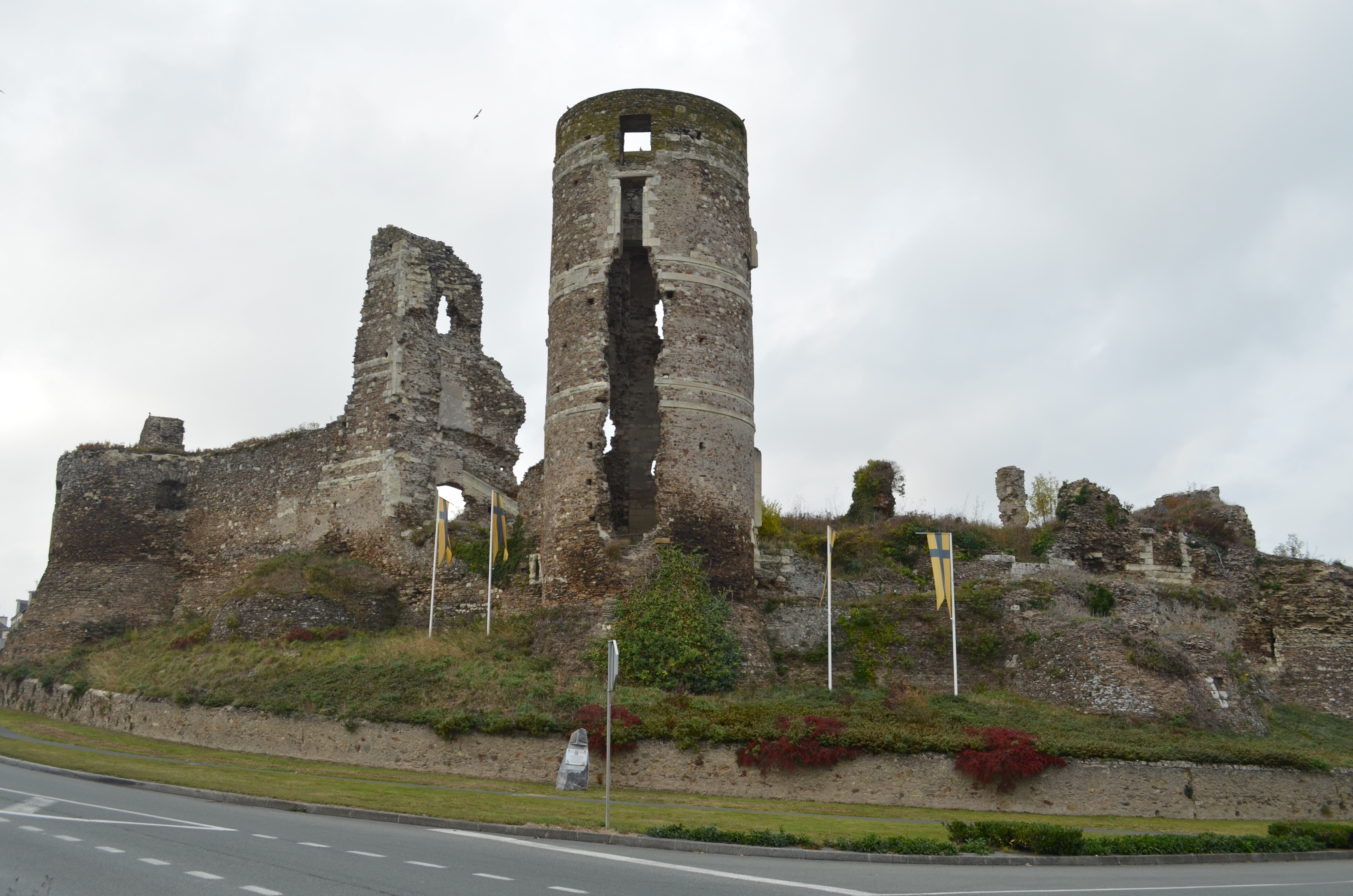
シャントセ城

- シャントセ城 - 13世紀に建てられた城は現在廃墟となっている。ブルターニュとの国境に近い、アンジュー伯の軍事上の要所であった。

## ゆかりの人物
- ジル・ド・レ - 15世紀シャントセの領主